# Phuong Thanh
Phuong Thanh (née Bùi Thị Phương Thanh le 27 avril 1973) est une chanteuse vietnamienne. Elle joue dans plusieurs styles de musique, le plus souvent pop. Sa voix singulière l'a rendue célèbre.

## Biographie
Née dans la province de Thanh Hóa, elle déménage à l'âge de six ans à Hô-Chi-Minh-Ville. Elle apprend le théâtre et la musique, et participe à de nombreux concours de chanson. Elle gagne sa vie en chantant pour des mariages et dans des restaurants.
En 1993, elle rejoint le groupe Tam ca Sao Dem (le "Trio de l'étoile du soir"), où l'auteur de chansons Bao Phuc la découvre. Elle se met à chanter du rock et passe à la radio.
Elle est aussi connue pour ses prises de position sur des sujets de société tabous au Vietnam, comme la condition des homosexuels et des prostituées.
Elle a joué de petits rôles dans des films comme Hon Truong Ba Da Hang Thit (2006) ou Les Filles du botaniste (2006).

## Discographie
- Chanh Giã Từ Dĩ Vãng CD
- Chanh Một Thời Đã Xa CD
- Chanh Lang Thang Tình 2000
- Chanh Tiếng Rao
- Chanh Phuong Thanh Minh Thuan duet - Ta Chẳng Còn Ai
- Chanh Chào năm 2000
- Chanh Vol.1 - Nếu như ... trót yêu
- Chanh Vol.2 - Khi giấc mơ về
- Chanh Vol.3 - Hãy để em ra đi ... Vì em yêu anh
- Chanh Vol.4 - Quay về ngày xưa
- Chanh Vol.5 - Thương một người (Tình khúc Trịnh Công Sơn)
- Chanh Vol.6 - Tìm lại lời thề
- Chanh Vol.7 - Sang mùa
- Chanh Bolero vol1